# Tabliczka złorzecząca

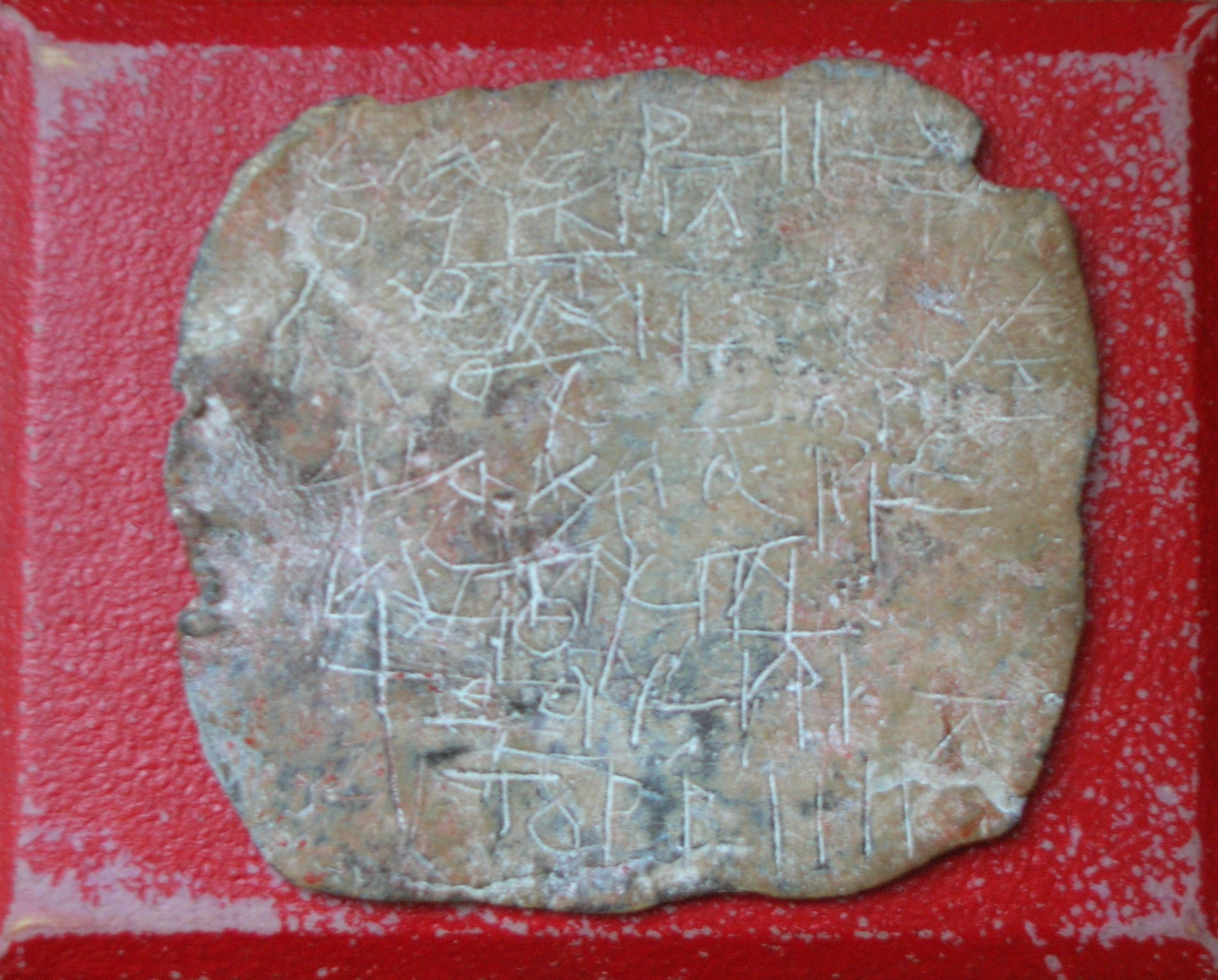
Tabliczka z Eyguières (Francja)

Tabliczka złorzecząca (łac. tabella defixionis) – metalowa, najczęściej ołowiana tabliczka z wyrytym na niej zaklęciem (defixio) lub złorzeczącą prośbą skierowaną do bóstwa. 
Umieszczana na niej formuła miała na celu uciszenie ducha osoby tragicznie zmarłej lub uśmierconej, ale także spowodowanie śmierci nienawistnej osoby (np. rywala w miłości) bądź przeciwnie – zyskanie przychylności konkretnej (najczęściej ukochanej). Podmiot zaklęcia często bywał dokładnie określony (włącznie z imieniem matki) dla uniknięcia pomyłek co do wskazywanej osoby. Symboliczne znaczenie miał także używany materiał, gdyż bardzo ciężki i ciemny ołów miał magicznie potęgować skuteczność tej mrocznej praktyki. Tabliczki z defiksjami odnajdywano w źródłach, studniach, a nawet na dnie morskim, by lepiej dotarły do niespokojnych duchów osób utopionych. Lokowano je też jednak w pochówkach ludzi zmarłych młodo lub śmiercią gwałtowną, aby za ich pośrednictwem skuteczniej przekazać złorzeczenie bóstwom podziemnym.
Starożytna tradycja pisemnego rzucania przekleństw (zaklęć) na upatrzoną osobę sięga V wieku p.n.e. i prawdopodobnie należy w ogóle do najstarszych metod stosowania magii szkodliwej. Praktykowana była przez członków wszystkich warstw społeczeństwa greckiego i rzymskiego. Gotowe wzory na wszelkie przypadki i okoliczności znajdowano w zbiorach formuł z papirusów i kodeksów magicznych powstających w I-V wieku n.e., a mających swą kontynuację w średniowiecznych księgach czarnej magii. 
Przykładem może być następujące złorzeczenie skierowane do duchów zmarłych (manów) przeciwko rywalowi:

Nieme Milczące Boginie, sprawcie, żeby Kwartus stał się niemy i żeby drżąc uciekał z miejsca na miejsce jak mysz spłoszona, jak ptak przed wzrokiem bazyliszka. Niech zamilkną jego usta, o Nieme! Bądźcie dla niego złowrogie, Nieme, Nieme, milczące Nieme! Niech Kwartus straci rozum, a Erynie wtrącą Kwartusa do Podziemi i niech tam spotka Nieme, Milczące Nieme u Złotych Bram.

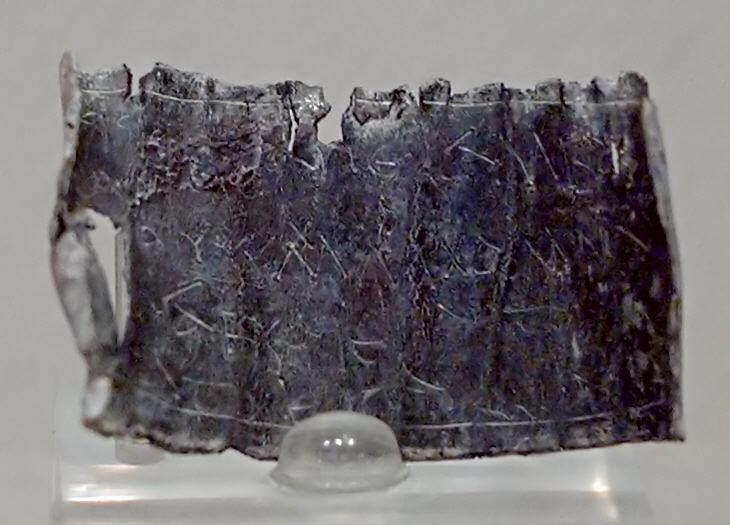
Tabliczka z greckim zapisem przekleństwa rzuconego na Kardelosa (IV wiek n.e.)

U rzymskich autorów odniesienia do tego zwyczaju obecne są u Owidiusza (Fasti II, 571-582) i u Seneki (De beneficiis VI 35,4). Praktyki te, określane jako impia nocturna, stosowano aż do czasów chrześcijańskich, gdy zagrożone zostały surowymi karami (357 r.), takimi jak ukrzyżowanie lub oddanie na pożarcie dzikim zwierzętom (Codex Theodosianus IX 16,5). Próby wykorzenienia zabiegów magicznych wywołały za rządów cesarzy chrześcijańskich w IV wieku falę procesów o czary, o czym na tle konkretnego przypadku oskarżenia wspomina Ammianus Marcellinus (Res gestae XXVI 3,3).  
Tabliczki znajdowane w Anglii (zwłaszcza na południowym zachodzie), pochodzą najczęściej z okresu celtyckiego lub rzymskiego. Tabliczki złorzeczące z obszaru Francji, np. znalezione w Chamalières i L’Hospitalet-du-Larzac, stanowią ważne źródło wiedzy o starożytnym języku galijskim.